# Chubutiana nigripes
Chubutiana nigripes är en fjärilsart som beskrevs av Köhler 1952. Chubutiana nigripes ingår i släktet Chubutiana och familjen nattflyn. Inga underarter finns listade i Catalogue of Life.